# Thyene corcula
Thyene corcula är en spindelart som först beskrevs av Pietro Pavesi 1895. Thyene corcula ingår i släktet Thyene, och familjen hoppspindlar. Inga underarter finns listade i Catalogue of Life.